# Lyctus suturalis
Lyctus suturalis är en skalbaggsart som beskrevs av Franz Faldermann 1837. Lyctus suturalis ingår i släktet Lyctus och familjen kapuschongbaggar. Inga underarter finns listade i Catalogue of Life.

## Bildgalleri

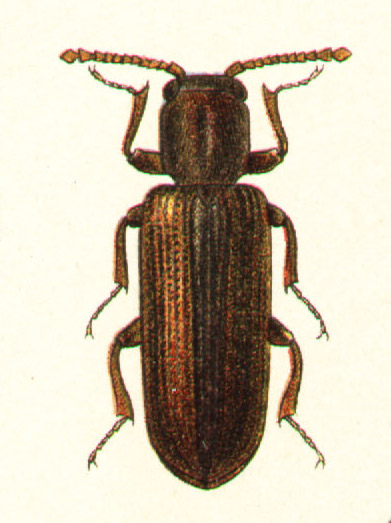